# Bisdom Rome
Het bisdom Rome (Latijn: Dioecesis Dioecesis Urbis seu Romana; Italiaans: Diocesi di Roma) is een in Vaticaanstad en de Italiaanse hoofdstad Rome gelegen rooms-katholiek bisdom. De paus is de bisschop van Rome.
Het bisdom werd opgericht in de 1e eeuw. De bisschop van Rome is primaat van Italië en van de gehele Rooms-Katholieke Kerk. Hij is tevens metropoliet van de Romeinse kerkprovincie, waartoe ook de volgende suburbicaire bisdommen behoren:
- Albano
- Frascati
- Ostia
- Palestrina
- Porto-Santa Rufina
- Sabina-Poggio Mirteto
- Velletri-Segni

De zetel van het bisdom is de Sint-Jan van Lateranen, ofwel de Pauselijke Aartsbasiliek van Sint-Jan van Lateranen. De ambtelijke leiding van het bisdom is grotendeels gedelegeerd aan de kardinaal-vicaris, of voluit Vicaris-generaal van Zijne Heiligheid voor het Bisdom Rome. Hij wordt bijgestaan door een vicegerent.

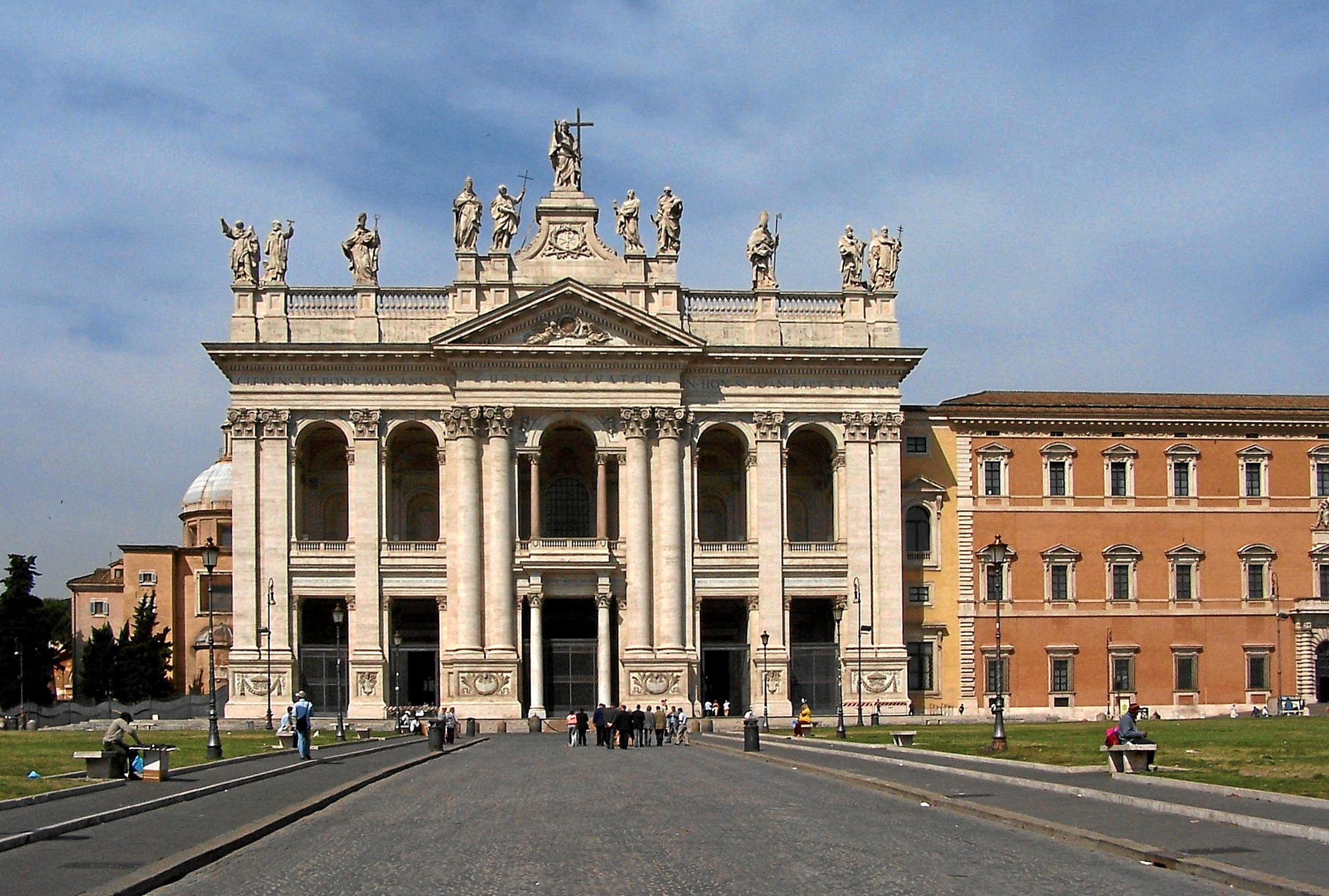
De Sint-Jan van Lateranen; kathedraal van het bisdom
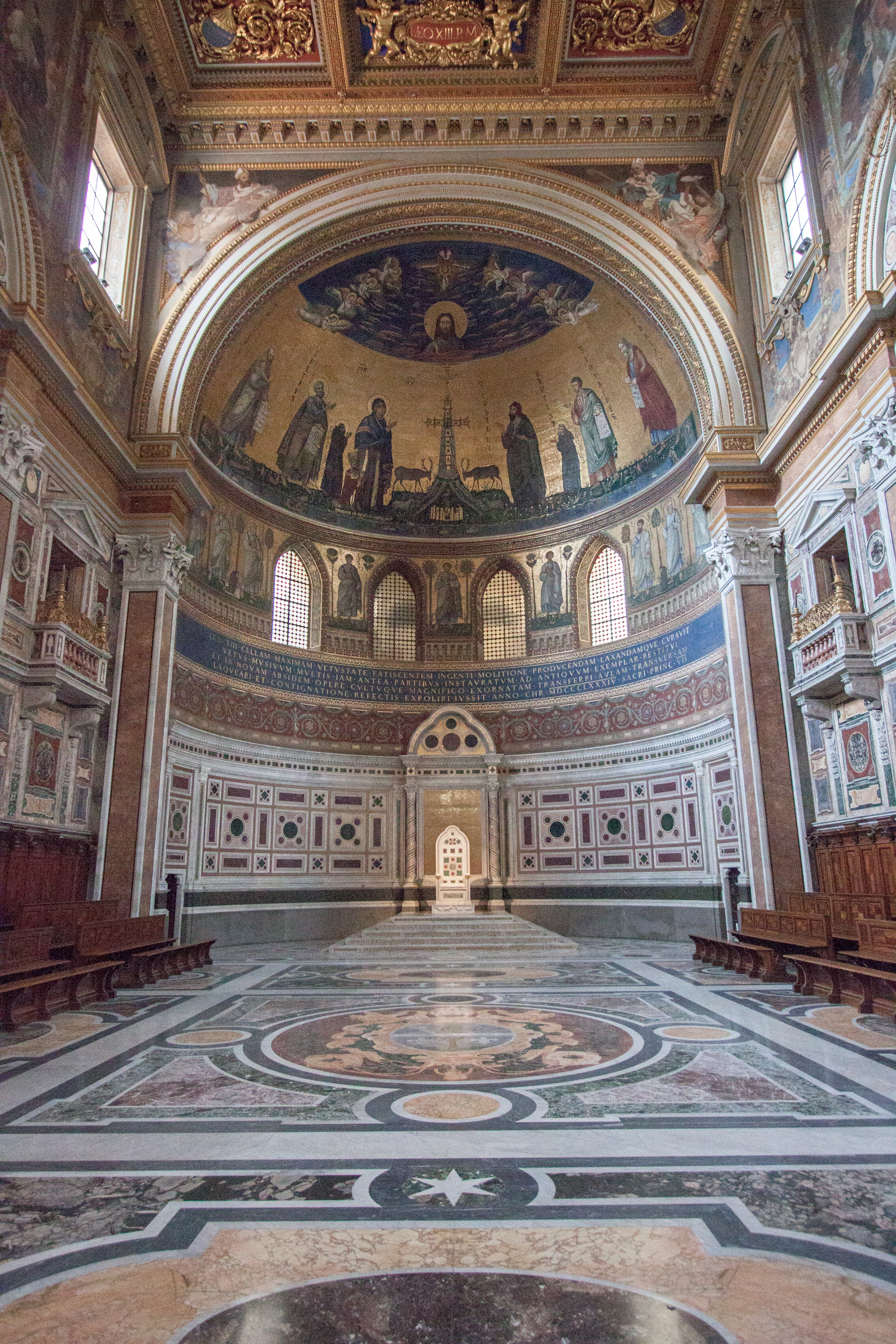
De bisschopszetel in de apsis van de Sint-Jan van Lateranen